# Generación de los animales
 La Generación de los animales, Sobre el origen de los animales, o GA en lenguaje académico (en griego: Peri Zoon genêseôs; en latín: De generatione animalium) es una obra de Aristóteles escrita el siglo IV a. C. que trata de la reproducción y desarrollo embrionario de los animales, incluidos los humanos. 

## Contenido
Esta obra está basada en De partibus animalium y consta de cinco libros:  

### Libro I
Trata de los órganos sexuales y la reproducción en general.  La propia semilla, según Aristóteles, no es parte de la nueva criatura. Aristóteles compara el macho con un carpintero, la semilla con la herramienta y el embrión con la madera procesada.
Según su teoría de la causalidad, Aristóteles asocia al macho la causa formal y a la hembra como causa material en la reproducción. Luego muestra las características que diferencia al macho y de la hembra, como los órganos y miembros (es decir, partes no homeómeras) relacionados con la reproducción, primero en sanguíneos y más tarde en no sanguíneos. A continuación aborda el estudio de las partes homeómeras relacionadas con la reproducción (esperma, leche, menstruación).
También Aristóteles diferenciará y clasificará la reproducción de las plantas y los animales.

### Libro II
Se ocupa de la concepción y el desarrollo embrionario temprano, el orden de formación de las partes del cuerpo (el corazón se habría creado primero) y las causas de la infertilidad.

### Libro III
El tercer libro trata de la reproducción de los animales ovíparos y de las larvas y también ofrece reflexiones sobre la generación espontánea, de la Aristóteles estaba convencido de su existencia.

### Libro IV
Los temas del libro cuarto son las causas del sexo del embrión, la herencia, la duración de la gestación o el embarazo y el nacimiento.  También trata de anomalías, que Aristóteles llama "montruositats" las que no serían sólo las malformaciones embrionarias, sino también otros incidentes raros como la de tener gemelos.  La ausencia de similitud de un descendiente con sus padres es una monstruosidad según Aristóteles.

### Libro V
Aquí examina las características variables de individuos, (como el color de los ojos o del pelo) que no se hacen por causas finales, sino por causas eficientes.

## Trascendencia

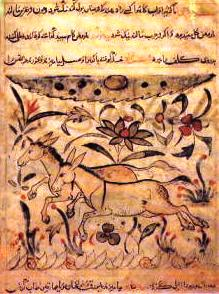
De generatione animalium comprende los libros 15 al 19 del Kitāb al-Hayawān

Tras la muerte Aristóteles el programa de investigación que él había esbozado y comenzado con sus escritos zoológicos, quedó casi totalmente abandonado, aparte de Teofrasto, que escribió varios tratados sobre animales que en su mayoría no se han conservado a lo largo de la antigüedad y nadie escribió comentarios al respecto De las generaciones animalium y otras obras zoológicas. El historiador Diógenes Laercio desconocía esta obra de Aristóteles. Galeno conocía los escritos zoológicos de Aristóteles y los utilizó, pero no hizo ninguna investigación en el sentido zoológico.
Desde el siglo noveno, De generaciones animalium contó con una traducción al árabe. Proviene de un traductor desconocido que anteriormente se identificó malamente con Yahya Ibn al-Bitriq. Esta traducción de De generatione animalium fue parte de los diecinueve libros ( maqālāt ) articulados Kitāb al-Hayawān (El libro de los animales), en los que el traductor compiló tres escritos zoológicos de Aristóteles: Historia animalium (Libro 1-10), De partibus animalium ( Libro 11-14) y De generatione animalium (Libro 15-19). Los tres componentes no fueron identificados por encabezados separados como entidades separadas. Eruditos árabes famosos como Avicena, Avempace y Averroes comentó De generaciones Animalium en su totalidad o en parte. 
El 1220, Miquel Escote tradujo el Llibre dels Animals del árabe al latín, bajo el título, De Animalibus libri XIX.  En 1260, Guillermo de Moerbeke hizo una segunda traducción latina.
De Animalibus era un libro de texto básico para la filosofía antropología y zoología escolástica de la Baja Edad Media. Alberto Magno escribió extensamente sobre la fertilidad en Aristóteles. 
Después de 1450, el humanista Theodorus Gaza  hizo una nueva traducción al latín imprimida el 1476 y otra en 1504 de Aldo Manuzio en Venecia como texto estándar. Hieronymus Fabricius (1537-1619) y William Harvey (1578-1657) también se ocuparon de la embriología de Aristóteles.

## Traducciones medievales
- Gener Brugman y Hendrik  J. Drossaart Lulofs (ed.): «Aristóteles. Generación de los Animales. La Traducción Árabe comúnmente atribuida a Yahya Ibn al-Biṭrīq , Brill, Leiden 1971
- Aafke MÍ van Oppenraaij (Eds.): «Aristóteles, De Animalibus. De Michael Scot Árabe-América Traducción , Parte 3:  Los libros XV-XIX: generación de los animales ', Brill, Leiden 1992